# Aspis
Aspis var det skjold, de græske hoplitter brugte. Skjoldet var af betydning for falanksen,  fodfolkets formation. 
| Historie | Spire Denne historieartikel er en spire som bør udbygges. Du er velkommen til at hjælpe Wikipedia ved at udvide den. |

| Militær | Spire Denne artikel om militær er en spire som bør udbygges. Du er velkommen til at hjælpe Wikipedia ved at udvide den. |